# Ingrid Haking Raaby
Ingrid Haking Raaby (født 1950) er en svensk sanger og sangpædagog. Haking Raaby er uddannet ved Kungliga Musikhögskolan i Stockholm i sangpædagogklassen og solistklassen og afsluttede sine studier dér i 1976 med et eksamensbevis med jeton (belønningsmedalje).
Derefter studerede hun 1977-1979 ved Hochschule für Musik und Darstellende Kunst i Wien og tog eksamensbevis i stimmbildungklassen og lied- og oratorieklassen. Mellem 1980 og 1989 var hun lektor i sang på Kungliga Musikhögskolan i Stockholm og 1989-2004 sangpædagog ved Vadstena folkehøjskole. Siden 2004 er hun lektor i sang på Det Jyske Musikkonservatorium i Århus.
Som sangerinde har hun givet mange koncerter i Sverige og Finland. Hun har uropført Wilhelm Stenhammars sang cyklus Junge Liebe i den svenske radio i 1975. Hun har været solist med det svenske radiosymfoniorkester og Stockholms filharmoniska orkester.